# Croce di San Giorgio
La Croce di San Giorgio è una bandiera costituita da una croce rossa in campo bianco; la grafica è complementare alla croce di San Giovanni Battista. Originariamente vexillum Sancti Petri, fu adottata dai crociati, venendo dedicata a San Giorgio (il Santo Cavaliere), e dalle città guelfe e filopapali nel medioevo.

## Storia

### Le origini
La simbologia del Salvifico vessillo della vera croce, come Jacopo da Varazze arcivescovo di Genova definì la croce di San Giorgio, fu una variante del "Vexillum Sancti Petri" che determinò nel medioevo, per i pellegrinaggi armati invocati dal papa (successore di San Pietro), l'appellativo di crociati. Divenne quindi "Croce di San Giorgio" (il santo cavaliere) a indicare i pellegrini armati che si recavano presso i luoghi santi del Cristianesimo e che dopo il 1095, anno di conquista di Gerusalemme da parte dei Turchi selgiuchidi, mossi in gran parte da spirito sincero di missione, decisero di prendere la croce ed armarsi per liberare la terra ove nacque e visse Gesù Cristo, in risposta ai ripetuti attacchi subiti dai Turchi, decisi, una volta soverchiati gli Arabi, a spingersi alla conquista dell'impero Bizantino.
Tra gli stati crociati che adottarono la croce di San Giorgio come bandiera figurano la Repubblica di Genova, che la utilizzò probabilmente per prima, e il Regno d'Inghilterra.
Originariamente vexillum Sancti Petri, la croce di San Giorgio fu anche il naturale simbolo dei guelfi e dei filo-papali, in particolare di Milano e della Lega Lombarda.

### La tradizione genovese
Una serie di tradizioni genovesi raccolgono prove che la croce di San Giorgio fu concessa ai Crociati, al Regno d'Inghilterra, e alla Lega Lombarda, dalla Repubblica di Genova.
- Nel 1099 sarebbe stata adottata da Goffredo di Buglione a seguito della presa di Gerusalemme in onore delle forze genovesi (come fu inciso sull'architrave di pietra del Santo Sepolcro con la frase: "Praepotens Genuensium Praesidium") al seguito di Guglielmo Embriaco che, giunti dopo un lungo assedio, risolsero le sorti della battaglia con un contributo decisivo nella conquista della Città Santa: accadde che per primo salito su una sommità di Gerusalemme Guglielmo Embrìaco sventolò il vessillo genovese accompagnando la presa della città con le seguenti parole "Pe Zena e pe San Zorzo!" (lett.: per Genova e per San Giorgio), da lì il benaugurante e fortunato vessillo marinaresco venne adottato da tutte le forze Cristiane. Secondo questa versione, l'uso del vessillo da parte dei genovesi sarebbe antecedente alle Crociate e risalirebbe a epoche remote, quando l'esercito bizantino stanziava nella città e il vessillo della guarnigione (una croce rossa in campo bianco) veniva portata in omaggio nella piccola chiesa di San Giorgio, ma è di sicuro attestato nel 1096.
- Milano avrebbe adottato la croce di San Giorgio dopo la battaglia di Parma del 1248, poiché i Milanesi chiesero di adottare il vessillo che i Genovesi concessero a Milano come alleati.
- La bandiera, storicamente utilizzata dalla Repubblica di Genova, avrebbe avuto un valore di deterrente e difesa automatica: poiché i marinai ed i balestrieri genovesi erano considerati i migliori in circolazione, le navi nemiche, vedendo la bandiera, evitavano il conflitto. Ad esempio anche come citato dal sindaco di Genova Marco Bucci[1] esiste un documento degli Annales Januensis[2] del 1190 dove è indicata come "Vexillum beati Georgii" che attesterebbe la concessione dell'uso della bandiera con la croce di San Giorgio, da parte della Repubblica di Genova, Il vessillo di San Giorgio è stato richiesto alla Repubblica di Genova da re Riccardo "Cuor di Leone" (storicamente presente a Genova dal 1189 per imbarcarsi per le crociate dove chiese scorte, ammiragli e marinai) nel 1190, dietro il pagamento di un tributo annuale, mai più corrisposto dal 1771[3][4][5]; durante la traversata il re inglese si accorse che musulmani, turchi, spagnoli, francesi e catalani se ne stavano ben alla larga e incuriosito ne chiese il motivo all’ammiraglio genovese Lercari comandante della spedizione, la cui risposta convinse il sovrano inglese ad apprezzare tale vessillo: "attaccar battaglia contro un legno difeso da questa insegna porta ad una morte certa." Durante le celebrazioni per le Colombiadi svoltosi a Genova nel 1992 il principe Edoardo, duca di Kent pronunció queste parole in un discorso: "...The St. George's flag, a red cross on a white field, was adopted by England and the City of London in 1190 for their ships entering the Mediterranean to benefit from the protection of the Genoese fleet. The English Monarch paid an annual tribute to the Doge of Genoa for this privilege...", sostanzialmente riproponendo lo stesso concetto. Tuttavia, il dogato come forma di governo venne istituito da Simone Boccanegra soltanto nel 1339, mentre a quel tempo la Compagna Communis Ianuensis era retta da consoli, quindi il tributo sarebbe stato pagato a Genova ai consoli reggenti[6] come poi è stato riportato in Inghilterra "The English agreed to pay a “substantial” annual fee to the ruler of Genoa for the right to fly the flag and use their ports to trade", citando “ruler” (governante) e non 'doge' (carica istituita nel dogato) ma che è poi stato ripreso erroneamente in epoca moderna[7].

Secondo il medioevalista Antonio Musarra, non esiste alcun riscontro archivistico che possa dimostrare la veridicità dell'affermazione di Bucci che attesti la concessione della bandiera di San Giorgio (anticamente definita "di San Pietro") agli inglesi e il connesso tributo. Sostiene a corroborare questa sua  ipotesi con il fatto che la carica di doge venne istituita solo nel 1339 e  data l'errata  traduzione dell'inglese ruler con Doge si era pensato che non fosse possibile quanto affermato da Edoardo Duca di Kent, perché il doge non era ancora esistente ma 'ruler' in effetti significa 'governante', e quindi semplicemente un tributo dovuto alla Repubblica di Genova, ad un governante o un console e non in particolare ad un Doge. Musarra afferma che gli inglesi utilizzavano già come bandiera la Croce prima del 1190, come testimoniato dall'arazzo di Bayeux, dove il vessillo con la croce rossa in campo bianco è inalberato dalla nave ammiraglia di Guglielmo il Conquistatore. L'arazzo, realizzato intorno al 1070, racconta la campagna del 1066 di Guglielmo il Conquistatore, conclusasi con la battaglia di Hastings. Il fatto che il Papa avesse concesso il vessillo di San Pietro a Guglielmo è riportato nella cronaca della campagna del 1066 di Guglielmo di Poitiers. L'interazione tra la fonte scritta (la cronaca) e quella iconografica (l'arazzo) ci mostra come fosse configurato il vessillo di San Pietro concesso dal Papa al futuro re d'Inghilterra Guglielmo I: una croce rossa in campo bianco.
Nessun passaggio degli Annales Januensis cita la cessione della bandiera e nessun documento parla del suo effetto deterrente verso pirati e corsari. L’unica fonte che cita la cessione all’Inghilterra è il “Compendio delle Storie di Genova” di Francesco Maria Accinelli pubblicato del 1750. Accinelli indica come fonte di quanto afferma gli “Annali della Repubblica di Genova” di Agostino Giustiniani, ma in quest’opera non c’è alcun accenno alla cessione. Tutti gli storici accademici medievisti e modernisti genovesi oggi concordano sul fatto che la cessione sia un’invenzione dell’Accinelli costruita per celebrare la Repubblica collegandone la storia marittima con quella della Gran Bretagna, lo stato che nel Settecento si era affermato quale maggiore potenza navale a livello globale

## Stati e comuni di cui è bandiera o parte dello stemma

### Stati

Regno Unito / Gran Bretagna
Inghilterra
Irlanda del Nord (dal 1958 al 1972)
Georgia
Australia
Nuova Zelanda
Figi
Tuvalu
Niue
Isole Cook

### Territori d'Oltremare britannici

Isole Pitcairn
Isole Falkland
Montserrat
Isole Vergini Britanniche
Isole Cayman
Anguilla
Turks e Caicos
Georgia del Sud e Isole Sandwich Meridionali
Tristan da Cunha
Isola di Ascensione
Sant'Elena
Bermuda
Territorio Antartico Britannico
Territorio Britannico dell'Oceano Indiano

### Regioni

Alberta (Canada)
Columbia Britannica (Canada)
Manitoba (Canada)
Ontario (Canada)
Liguria (Italia)
Sardegna (Italia)
Hawaii (USA)
Queensland (Australia)
Nuovo Galles del Sud (Australia)
Australia Meridionale (Australia)
Australia Occidentale (Australia)
Tasmania (Australia)
Victoria (Australia)

### Comuni

#### Comuni non italiani

Alderney (Regno Unito)
Almería (Spagna)
Amersfoort (Paesi Bassi)
Barcellona (Spagna)
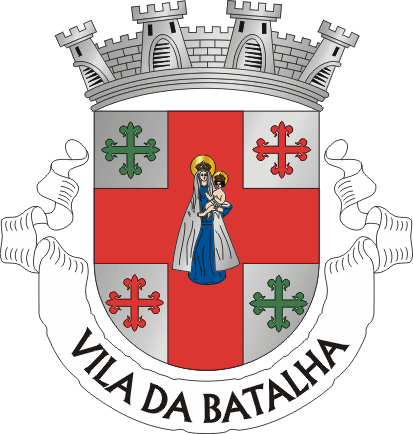
Batalha (Portogallo)
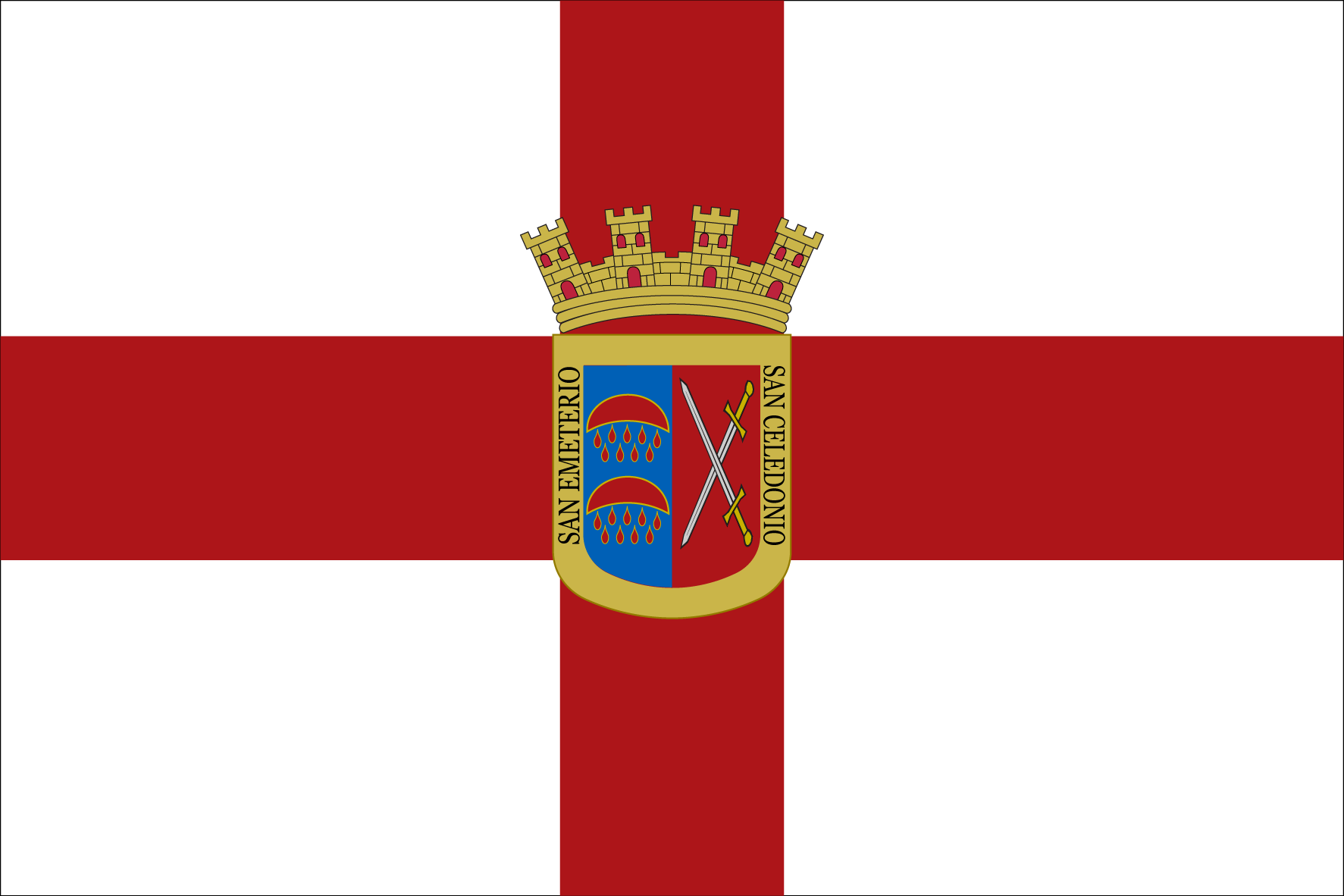
Calahorra (Spagna)
Calvi (Francia)
Coblenza (Germania)
Fréjus (Francia)
Friburgo in Brisgovia (Germania)
Guernsey (Regno Unito)
Lincoln (Regno Unito)
Londra (Regno Unito)
Londrina (Brasile)
Melbourne (Australia)
Montréal (Canada)
Pantin (Francia)
Perth (Australia)
Ptuj (Slovenia)
Sark (Regno Unito)
Sitges (Spagna)
Svatý Jiří (Repubblica Ceca) (stemma parlante; Svatý Jiří è ceco per San Giorgio)
Tudela (Spagna)
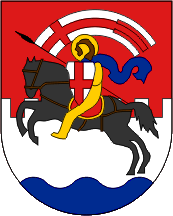
Zara (Croazia)
York (Regno Unito)

#### Comuni italiani

Alessandria
Bologna
Capraia Isola
Genova
Mantova
Milano
Novi Ligure
Padova
Reggio Emilia
Varese

#### Tricolore italiano
Anche i colori bianco e rosso del vessillo della Legione Lombarda (Repubblica Transpadana) e quindi della bandiera d'Italia deriverebbero dalla croce di San Giorgio, in particolare da quella di Milano, a cui si sarebbe aggiunto il verde della guardia civica cittadina, secondo una disposizione, quella tricolore a tre bande verticale, importata da Napoleone Bonaparte durante la campagna d'Italia.